# Judo-Afrikameisterschaften 2010
Die Judo-Afrikameisterschaften 2010 fanden vom 15. bis 18. April 2010 im kamerunischen Yaoundé statt.

## Ergebnisse

### Männer
| Gewichtsklasse                 | Gold             | Silber                | Bronze                                 |
| ------------------------------ | ---------------- | --------------------- | -------------------------------------- |
| Superleichtgewicht (bis 60 kg) | Yassine Moudatir | Mohamed Monier        | Cael Lokoko Mboyo Eniafe Solomon       |
| Halbleichtgewicht (bis 66 kg)  | Youcef Nouari    | Amin El Hady          | Ragheb Karchoud Rachid El Kadiri       |
| Leichtgewicht (bis 73 kg)      | Anass Farih      | Seifeddine Ben Hassen | Gideon van Zyl Hussein Hafiz           |
| Halbmittelgewicht (bis 81 kg)  | Safouane Attaf   | Hatem Abdelakher      | Mohamed Fadhel Gazouani Angelo António |
| Mittelgewicht (bis 90 kg)      | Amar Benikhlef   | Dieudonné Dolassem    | Patrick Trezise Kinapéya Koné          |
| Halbschwergewicht (bis 100 kg) | Ramadan Darwish  | Franck Moussima       | Hassene Azzoune Mohamed Ben Saleh      |
| Schwergewicht (über 100 kg)    | Islam El-Shehaby | Anis Chedly           | El Mehdi Malki Ahmed Kebaili           |
| Offene Klasse                  | Anis Chedly      | Islam El-Shehaby      | Dieudonné Dolassem Lyes Bouyacoub      |

### Frauen
| Gewichtsklasse                 | Gold              | Silber              | Bronze                                   |
| ------------------------------ | ----------------- | ------------------- | ---------------------------------------- |
| Superleichtgewicht (bis 48 kg) | Amani Khalfaoui   | Philomene Bata      | Franca Audu Mahitab Farouk               |
| Halbleichtgewicht (bis 52 kg)  | Hanane Kerroumi   | Ngandeu Weyinjam    | Meriem Moussa Zouleiha Abzetta Dabonne   |
| Leichtgewicht (bis 57 kg)      | Nesria Jelassi    | Fatima Zohra Chakir | Hortense Diédhiou Amal Fawzi             |
| Halbmittelgewicht (bis 63 kg)  | Kahina Saidi      | Asma Bjaoui         | Séverine Nébié Aida Ali Oualla           |
| Mittelgewicht (bis 70 kg)      | Houda Miled       | Kahina Hadid        | Antónia Moreira de Fátima Felicité Mbala |
| Halbschwergewicht (bis 78 kg)  | Kaouthar Ouallal  | Hana Mareghni       | Audrey Koumba Sagna Georgette            |
| Schwergewicht (über 78 kg)     | Nihal Chikhrouhou | Rania El Kilali     | Sonia Asselah Monica Sagna               |
| Offene Klasse                  | Nihal Chikhrouhou | Rania El Kilali     | Sonia Asselah Adijat Ayuba               |

## Medaillenspiegel
| Platz | Nation          | Gold | Silber | Bronze | Gesamt |
| ----- | --------------- | ---- | ------ | ------ | ------ |
| 1.    | Tunesien        | 6    | 4      | 2      | 12     |
| 2.    | Marokko         | 4    | 3      | 3      | 10     |
| 3.    | Algerien        | 4    | 1      | 6      | 11     |
| 4.    | Ägypten         | 2    | 4      | 3      | 9      |
| 5.    | Kamerun         | 0    | 4      | 2      | 6      |
| 6.    | Nigeria         | 0    | 0      | 3      | 3      |
| 6.    | Senegal         | 0    | 0      | 3      | 3      |
| 8.    | Angola          | 0    | 0      | 2      | 2      |
| 8.    | Elfenbeinküste  | 0    | 0      | 2      | 2      |
| 8.    | Südafrika       | 0    | 0      | 2      | 2      |
| 11.   | Burkina Faso    | 0    | 0      | 1      | 1      |
| 11.   | Gabun           | 0    | 0      | 1      | 1      |
| 11.   | Dem. Rep. Kongo | 0    | 0      | 1      | 1      |
| 11.   | Libyen          | 0    | 0      | 1      | 1      |